# باشگاه فوتبال ماتلوک تاون
باشگاه فوتبال ماتلوک تاون (به انگلیسی: Matlock Town Football Club) یک باشگاه فوتبال در شهر ماتلوک، دربی‌شایر، کشور انگلستان است که در سال ۱۸۷۸ میلادی تأسیس شده‌است.